# Nassariinae
Nassariinae zijn een onderfamilie van slakken uit de familie van de fuikhorens (Nassariidae).

## Geslachten
- Caesia H. Adams & A. Adams, 1853
- Demoulia Gray, 1838
- Nassarius Duméril, 1805
- Naytia H. Adams & A. Adams, 1853
- Phrontis H. Adams & A. Adams, 1853
- Reticunassa Iredale, 1936
- Tritia Risso, 1826
- † Buccitriton Conrad, 1865